# مک دیویس
مک دیویس (انگلیسی: Mac Davis؛ زادهٔ ۲۱ ژانویهٔ ۱۹۴۲) یک خواننده موسیقی کانتری، ترانه سرا و بازیگر اهل ایالات متحده آمریکا است. وی از سال ۱۹۷۰ میلادی تاکنون مشغول فعالیت بوده‌است.